# Christine Vanparys
Pour les articles homonymes, voir Van Parys.
Christine Vanparys-Torres, née le 22 mars 1978 à Toulon, est une ancienne joueuse française de handball, évoluant au poste d'arrière, demi-centre.

## Biographie
Christine Vanparys, surnommée Kiki, dispute son premier grand tournoi international lors du Championnat d'Europe 2002 au Danemark où Olivier Krumbholz l'appelle en urgence pour remplacer Leila Lejeune, forfait pour cause de blessure. Coup de Poker réussi pour l'entraineur national puisque Vanparys fut la révélation de ce tournoi. Pour le Tournoi olympique 2004, elle ne fait pas partie de la sélection de Olivier Krumbholz, bien qu'elle ait effectué toute la préparation.
Les années suivantes, elle est devenue l'une des joueuses majeures sur lesquelles s'appuie Olivier Krumbholz. Lors du Championnat d'Europe 2006, en Suède, devenue capitaine de l'équipe de France, elle conduit celle-ci à une médaille de bronze. 
Non sélectionnée au départ pour le Championnat du monde 2007 qui se déroule en France, pour cause de blessures, elle est toutefois l'une des trois réservistes, avec Raphaëlle Tervel et Stella Joseph Mathieu. Après la blessure de Stéphanie Lambert, elle est rappelée à partir du quart de finale contre la Roumanie. La France échouera face à cet adversaire en prolongation avant finalement d'obtenir une 5e place qui lui donne le droit d'organiser un tournoi qualificatif pour les Jeux olympiques de 2008.
Olivier Krumbholz la rappelle en 2009 pour le Championnat du monde en Chine, afin d'aider ce nouveau groupe jeune à avancer : pari réussi puisque Vanparys et l'équipe de France deviennent vice-championnes du monde.

## Palmarès

### Club
compétitions internationales
- vainqueur de la coupe Challenge en 2012 (avec Le Havre AC Handball)
- demi-finaliste de la coupe EHF en 2010 (avec Le Havre AC Handball)

compétitions nationales
- championne de France en 2005, 2006 et 2008 (avec Metz Handball)
- vice-championne de France en 2009 (avec Le Havre AC Handball)
- vainqueur de la coupe de la Ligue 2005, 2006 et 2008 (avec Metz Handball)
- finaliste de la coupe de la Ligue en 2009 (avec Le Havre AC Handball)
- finaliste de la coupe de France en 2005 (avec Metz Handball)

### Sélection nationale
- Jeux olympiques
  - 5e place aux Jeux olympiques 2008 à Pékin
- Championnats du monde
  -  Médaille d'argent du Championnat du monde 2009 en Chine
  - 5e place au Championnat du monde 2007 en France
  - 12e place au Championnat du monde 2005 en Russie
- Championnats d'Europe
  -  Médaille de bronze du Championnat d'Europe 2006 en Suède
  -  Médaille de bronze du Championnat d'Europe 2002 au Danemark
  - 11e place au Championnat d'Europe 2004